# Evelina Cabrera
Evelina Cabrera (San Fernando, 26 de septiembre de 1986) es una entrenadora de fútbol, coach deportivo, escritora y consultora argentina, cofundadora de la Asociación Femenina de Fútbol Argentino (AFFAR). Fue nombrada Embajadora de Buena Voluntad por la equidad en el deporte por la Organización de los Estados Americanos (OEA) y elegida por la BBC como una de las 100 mujeres más influyentes e inspiradoras del mundo en el 2020. En noviembre de 2022 es elegida como Jurado de "El Premio Madanjeet Singh de la UNESCO para la Promoción de la Tolerancia y la No Violencia". Publicó 3 libros.
Conferencista en Naciones Unidas, W20, UNESCO, The Economist, entre otros.

## Biografía
Nació en 1986 en la ciudad de San Fernando. Comenzó su carrera como futbolista amateur a los veintiún años en Club Atlético Platense.

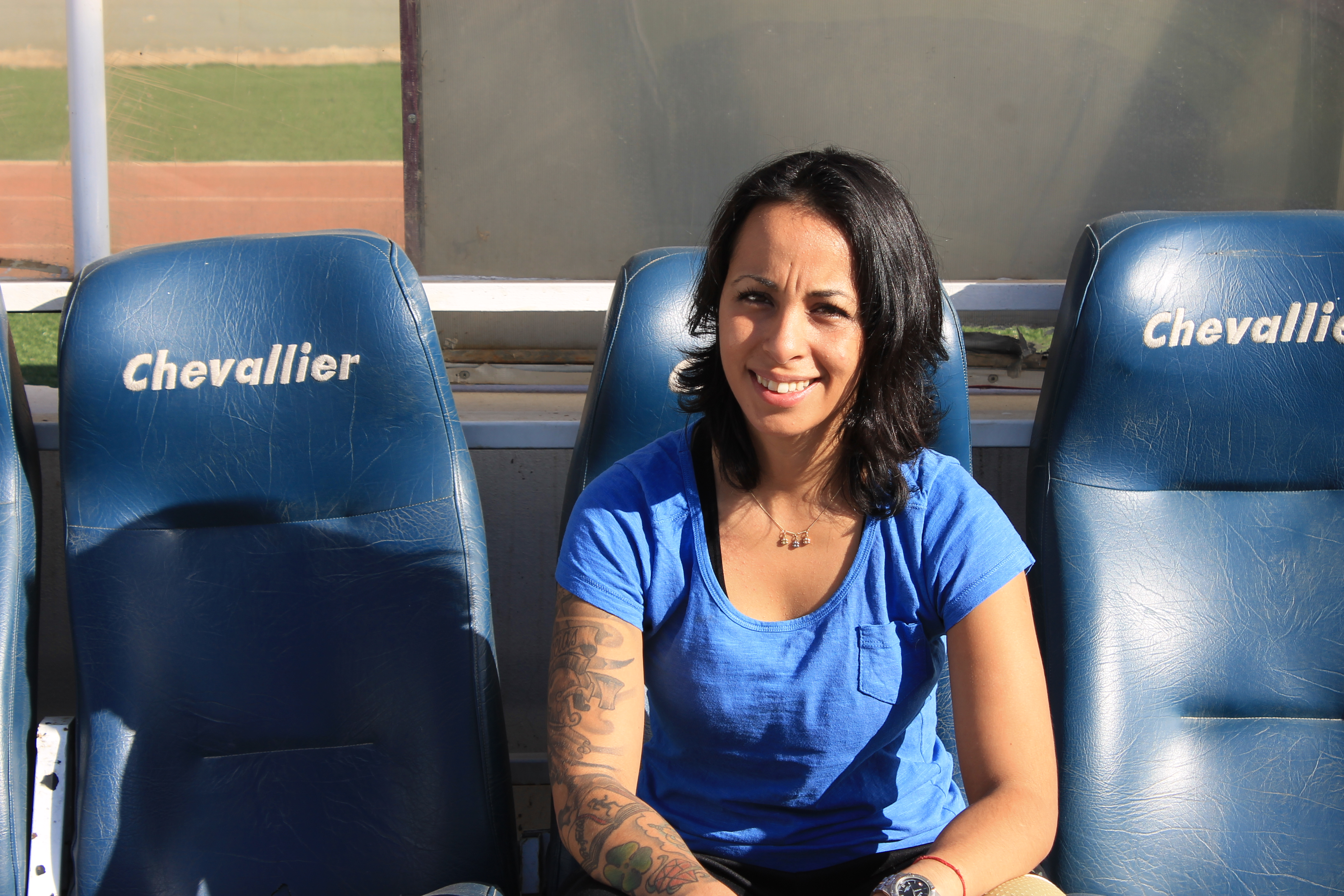
Por un problema de salud, en 2012 debió dejar de jugar al fútbol pero decidió seguir ligada a la actividad deportiva desde otro rol: entrenadora de fútbol.

Por un problema de salud, en 2012 debió dejar de jugar al fútbol pero decidió seguir ligada a la actividad deportiva desde otro rol: entrenadora de fútbol. Su primera experiencia fue en Club Atlético Nueva Chicago, donde formó parte del cuerpo técnico.
Dirigió la selección argentina en el Homeless World Cup, torneo anual de fútbol con equipos de personas sin hogar de diferentes países, organizada por la Ciudad de México en octubre de 2012.
En 2013, siendo funcionaria del municipio de Tigre, fundó la Asociación Femenina de Fútbol Argentino (AFFAR) junto a colegas jugadoras y entrenadoras argentinas.
En 2014, la dupla técnica, decidió presentar un proyecto de fútbol femenino en el Club Defensores de Florida de Vicente López, también Cabrera comenzó su nueva etapa en el municipio de Tigre a cargo del área de planeamiento de actividades especiales en uno de los polideportivos de los barrios más vulnerables del lugar. 
Terminó el año recibiéndose de técnica de fútbol en la Asociación de Técnicos de Fútbol Argentino (ATFA) y preparadora ontológica.
En 2015 continuó con su trabajo en el club Defensores de Florida y la Asociación Femenina de Fútbol Argentino comenzó a tomar más visibilidad y fue avalada por la Confederación Argentina de Deporte (CAD) y la Secretaría de Deporte de la Nación, y se empezó a expandir y tener sede en diferentes provincias del país.
En 2016, nuevamente con su compañera de dupla técnica, dirigieron la primera división del equipo femenino de futsal del club Villa La Ñata. Lanzó su escuela de fútbol femenino EVCA con el apoyo de la Fundación Boca Social. Dirigió el primer equipo femenino que presentaba el Sindicato de Obras Sanitarias logrando en su debut que el equipo saliera campeón en el torneo nacional. Armó el primer equipo femenino de fútbol ciego de Buenos Aires. Y fue nombrada una de las entrenadoras de Las Luciérnagas, Selección Nacional de futbol ciego femenino. 
Cabrera destacó que en 2016 su mayor gratitud fue lograr junto a su equipo que AFFAR se adhiera a la campaña de la ONU «Únete Latinoamérica» para poner fin a la violencia de género. Y haber realizado la "Copa Únete" junto a las Naciones unidas, la Fundación Avon y el Gobierno de la Ciudad de Buenos Aires.
En marzo de 2017 la revista The Economist la eligió por su trabajo y desarrollo en el fútbol femenino dándole lugar en el congreso que se realizó en Argentina con el nombre «Argentina Summit 2017» y eligiéndola como «ChangeMaker» por su trabajo social y deportivo. También fue la primera mujer en Argentina en firmar con la marca Nike en el rubro fútbol abriendo así el camino a otras futbolistas.
Siguió entrenando a las Romanas equipo femenino de futbol ciego ya constituido con un cuerpo técnico de las cuales ella formó, siguió con su escuela de fútbol EVCA. En agosto fue elegida para representar al país en España en el evento «Fútbol para la igualdad» para hablar del trabajo realizado con AFFAR. Fue tapa de la reconocida revista “La Nación” y fue elegida como uno de los 50 personajes que influyeron en 2017.
En 2018 fue invitada a representar al país y a la AFFAR en la sede de Naciones Unidas en Nueva York en el Foro ECOSOC de la Juventud donde no solo habló en la SDG Media Zone sino también fue una de las cinco personas que fueron seleccionadas para cerrar el foro y tuvo la felicitación de Amine J. Mohammed, vicesecretaria general de Naciones Unidas, tanto por su exposición en Nueva York, como por su ejemplo de vida.
Participó en la película No llores por mi, Inglaterra película realizada por Néstor Montalbano, donde participaban diferentes actores y personajes del fútbol argentino.
Brindó entrenamientos a mujeres privadas de su libertad dentro del Penal 47 en San Martin. Comenzó el rol de mánager para el club Atlas en el equipo de futsal femenino. Fue la encargada de cerrar la cumbre W20 (G20) en Argentina siendo la oradora más joven de la cumbre.
En 2019 comenzó el desarrollo del área de género en el club Boca Juniors.
Colaboró en el libro Pelota de Papel 3 con el cuento “Del 86” Fue conferencista en BAPA-40, la segunda conferencia de alto nivel de las Naciones Unidas sobre la cooperativa sur-sur. Fue embajadora del Mundialito de Danone donde por primera vez participan nenas. En diciembre la AFFAR formó parte por primera vez en su historia de la AFA.
En fue madrina del proyecto Valor, un proyecto que trabaja para organizaciones sociales en la zona sur de Buenos Aires junto a la cervecería y maltería Quilmes.
Fue elegida por la BBC News como una de las 100 mujeres más influyentes e inspiradoras del mundo.
En 2020 se publicó su primer libro Alta Negra, una autobiografía de superación en el ámbito profesional y personal, seguido en 2021 del lanzamiento de su libro Juana, la futbolista.
En marzo de 2021 comenzó como mentora en el área de desarrollo humano en el club Pachuca de México hasta diciembre de 2021.
En junio de 2021 fue nombrada Embajadora por equidad en el deporte en la Organización de los Estados Americanos.
En noviembre de 2021 publicó su tercer libro "Liderate" Dedicado a mujeres emprendedoras.
En noviembre de 2022 es elegida como presidenta del Jurado de "El Premio Madanjeet Singh de la UNESCO para la Promoción de la Tolerancia y la No Violencia" es un premio otorgado cada dos años por la Unesco en Francia. Fue inaugurado el año de 1996, seguido del 1995 Año por la Tolerancia de las Naciones Unidas y en conexión con el 125° aniversario del nacimiento de Mahatma Gandhi.
En abril de 2024 forma parte de la junta directiva de la organización "America Scores" en Estados Unidos y Canadá.
En junio de 2024, Evelina Cabrera se casó con el Dr. Justin Dunnavant, arqueólogo, profesor y fundador de la Sociedad de Arqueólogos Negros.
- Reconocimiento por ser una de las dos personas que llevó el fútbol femenino al club Nueva Chicago por primera vez (2012)[17][18]
- Elegida como una de las "16 Mujeres Argentinas que inspiran" por la empresa Glaxo, "Hinds". (2014)[19]
- Seleccionada como referente social y deportivo, por su trabajo realizado desde la Asociación Femenina de Fútbol Argentino por Clarín (2014)
- Distinguida con una placa como Promotora de la inclusión e Igualdad de género por la Municipalidad de Loberia; Buenos Aires. (2015)
- Elegida como una de los Jóvenes Influyentes de Argentina por su trabajo social y deportivo con el fútbol femenino por la Revista The Economist. (2017)
- Premio "Compromiso deportivo" por su trabajo social y deportivo con el fútbol femenino otorgado por el club Boca Juniors mediante su Fundación Boca Social (2017)
- Premio Evita por el trabajo social y de igualdad de género - Jujuy (2017)
- Distinguida por su trabajo con el fútbol y el género femenino por el Centro Rossi, Aca Salud y el Racket club (2017)[20]
- Distinguida como deportista destacada del año por el Concejo Deliberante de la provincia de Salta (2017)[21]
- Elegida como una de las mujeres que forman parte de la exposición de fotos “100 mujeres que cambian el mundo” por la embajada de Francia y el Studio Harcourt. (2018)[22]
- Premio María Elena Walsh a su trayectoria otorgado por la Cámara de Diputados de la provincia de Buenos Aires (2018)[23]
- Fundación Educando le entregó el premio referente por su trayectoria (2018)[24]
- Elegida como una de las 40 "mujeres argentinas" por L'Oreal y el Studio Harcourt (2018)[25]
- Distinguida por la fundación Educando por su trayectoria deportiva y social (2018)
- Declarada personalidad destacada del deporte por la ciudad autónoma de Buenos Aires (2019)
- Elegida por la BBC de Londres como una de las 100 mujeres más influyentes del mundo (2020)
- Entrepreneur of the Year Argentina por EY Argentina (2021)
- Embajadora y Distinguida en la primera Gala de Futbol Femenino Europeo en España por Mundo Deportivo (2021)
- Jurado de "El Premio Madanjeet Singh de la UNESCO para la Promoción de la Tolerancia y la No Violencia" (2022)

## Libros publicados
- 2020 - Alta Negra - Ediciones B[26]
- 2021 - Juana, la futbolista
- 2022 - Liberate/Liderate[27]